# 幸国寺
幸国寺（こうこくじ）は、東京都新宿区原町にある日蓮宗の寺院。山号は正定山。江戸十祖師の除厄布引祖師。旧本山は小湊誕生寺、潮師法縁。

## 歴史
寛永7年（1630年）加藤清正の開基で中明院日観（慶安3年（1650年）没）を開山に創建した（ただし清正は1611年に死去しており、創建年か開基かが誤りとなる）。江戸時代に二度の大火で焼失、さらに昭和20年（1945年）の東京大空襲でも焼失しているが復興している。

## 境内
- 山門　江戸幕府御三卿の田安家屋敷門を移築したもの。
- 大銀杏　樹齢500年と言われる新宿区内最古の銀杏[1]。新宿区天然記念物[1]。

## 参考資料
- 日蓮宗寺院大鑑編集委員会『宗祖第七百遠忌記念出版 日蓮宗寺院大鑑』大本山池上本門寺 (1981年)
- “21・幸國寺のイチョウ”. 新宿区公式ホームページ. 2021年1月15日時点のオリジナルよりアーカイブ。2021年1月13日閲覧。